# Semana Santa en Alcira
La Semana Santa de Alzira, declarada de Interés Turístico Nacional, es una fiesta religiosa celebrada en la ciudad de Alcira, en la provincia de Valencia, que conmemora la pasión y muerte de Jesucristo. Sus inicios se remontan al siglo XVI. En la actualidad cuenta con dieciocho cofradías y hermandades y con veinticinco pasos procesionales.
El órgano rector de las festividades es la Junta de Hermandades y Cofradías de Semana Santa que agrupa a las mismas y coordina todos los actos comunes preservando la fraternidad entre ellas y velando por mantener viva la tradición de las celebraciones. Los órganos de gobierno son la Asamblea General, que elige al presidente y aprueba la gestión y la Junta Directiva que ejecuta los acuerdos de la asamblea.

## Orígenes

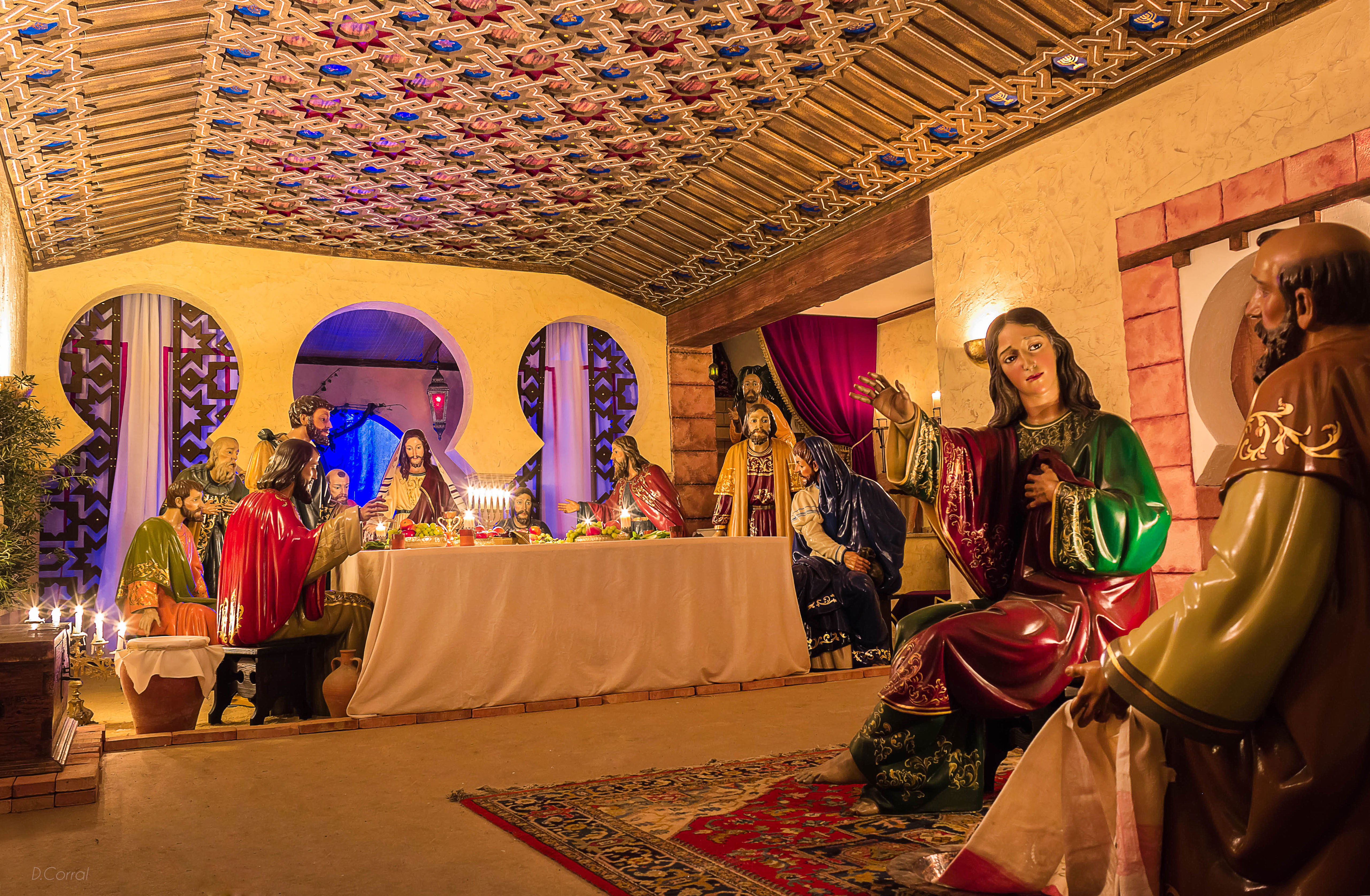
Dosel Santa Cena Primer Premio 2023

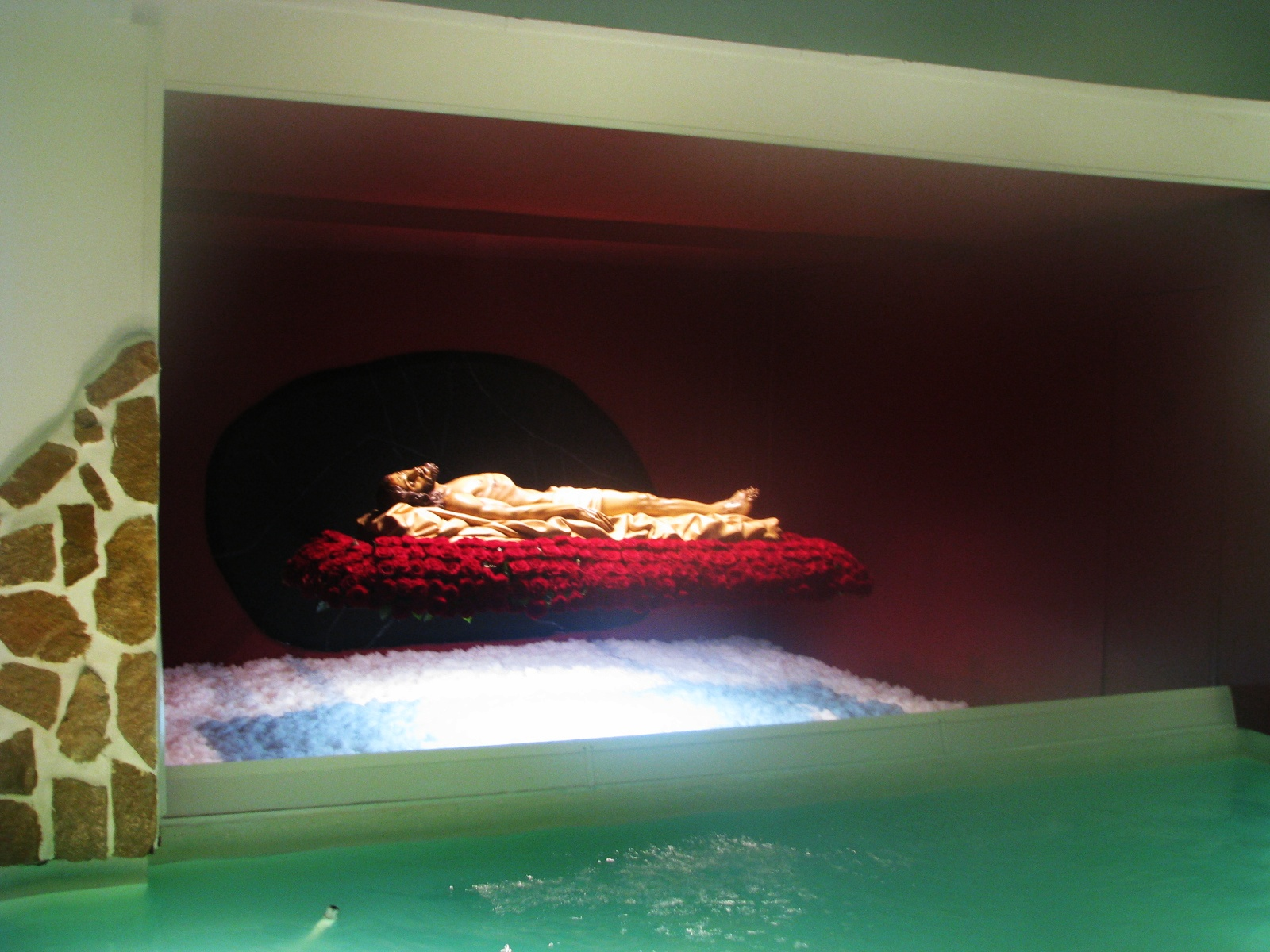
Premio Dosel 2009

Los orígenes de la Semana Santa de Alcira los encontramos en la época medieval, en la que se registran las primeras solemnidades propias de la pasión y muerte de Cristo. No obstante es la fundación de la capilla de la Sangre la que da origen a la primera cofradía en el siglo XVI, llamada de la Preciosísima Sangre de Nuestro Señor Jesucristo.
Dicha Cofradía tendría como imagen titular a Cristo (como se menciona más abajo, seguramente un Ecce Homo). Con el paso del tiempo debió incorporar una imagen de María por lo que comenzó a conocerse como de la 'Virgen de la Soledad o de la Preciosísima Sangre de Nuestro Señor Jesucristo', testimonio documental de ello se encuentra en la portada del libro de actas de la Cofradía de la Soledad que data de 1862. La noticia más antigua que constata la existencia de la Virgen de la Soledad es del año 1780, o sea, después de muchos años de existencia de la Cofradía de la Preciosísima Sangre con su imagen titular.

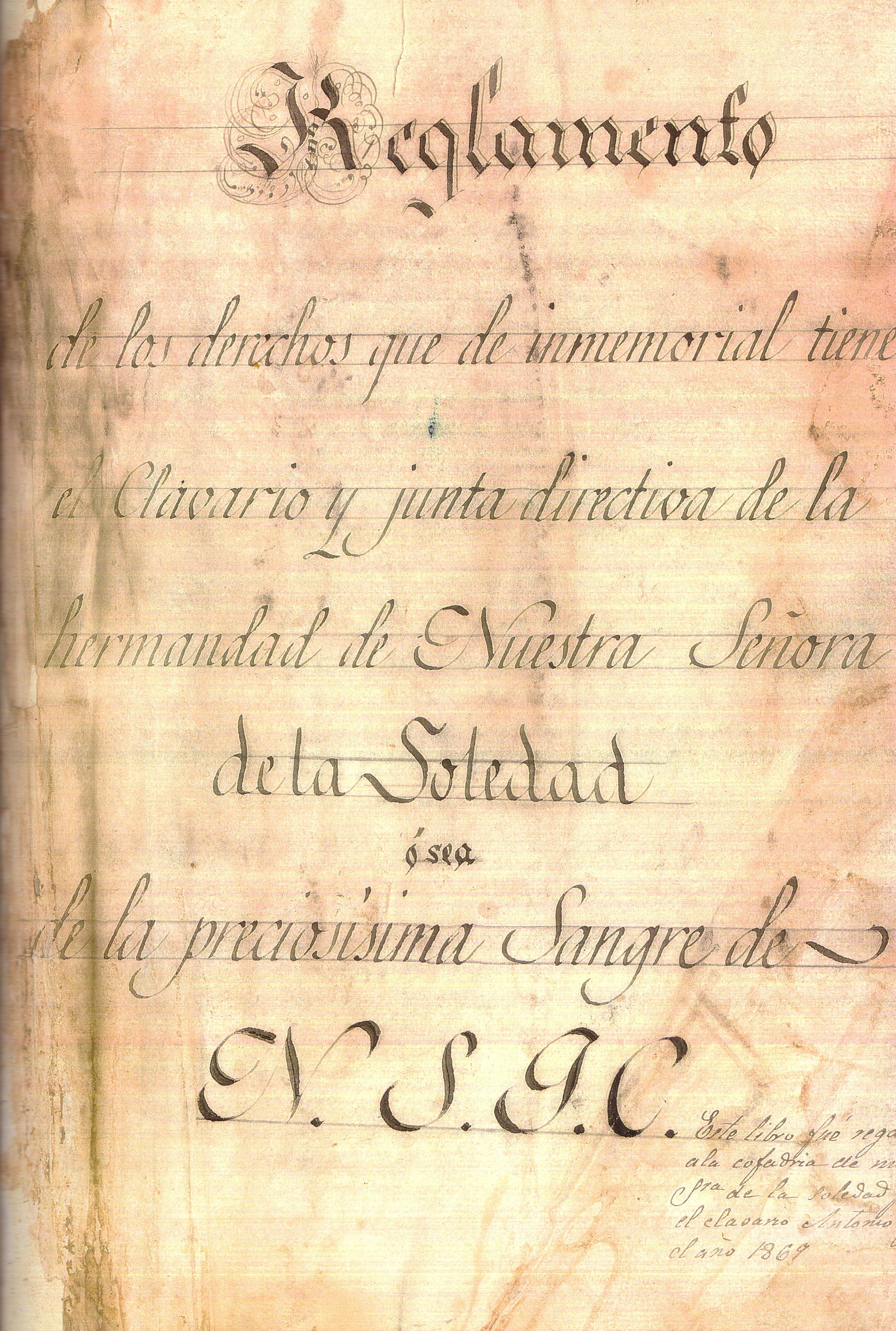
Libro de Actas Archicofradía Virgen de la Soledad y de la Preciosísima Sangre de Nuestro Señor Jesucristo

Durante siglos, los Cofrades de la Preciosísima Sangre de Nuestro Señor Jesucristo fueron los encargados de asistir de sus necesidades básicas a los reos de muerte durante los días que estuviesen en 'Capilla' antes de su ajusticiamiento.
Existe en esta Cofradía el Reglamento por el cual se regían los Cofrades destinados a estos menesteres que regulaba con toda suerte de detalles la forma de proceder, desde la recogida de la limosna por el vecindario, hasta la forma en que debía presentarse y servirse la comida que le debían preparar al condenado.
En este libro de actas denominado de los Hermanos de Nuestra Señora de la Soledad o sea de la Preciosísima Sangre de Nuestro Señor Jesucristo se detallan 3 asistencias a reos de muerte en los años 1864, Diego Baeza; 1882, Vicente Balaguer Pérez; y 1893, Mariano Grau Rodríguez.
Según Aureliano J. Lairón Pla, Cronista Oficial de Alcira, en una primera hipótesis, la Cofradía de la Preciosísima Sangre de Nuestro Señor Jesucristo pudo tener como titular a un Cristo Crucificado, que este autor denominó en un artículo publicado en 1999, en el Libro Programa de la Cofradía, como "Cristo Crucificado de la Sangre".
Con el paso del tiempo, este autor reconsidera su primera hipótesis que cree errónea, porque sus posteriores investigaciones le llevan a concluir que la imagen titular de la Capilla de la Sangre fue el Santísimo Ecce Homo. El principal argumento en el que fundamenta esa afirmación el mencionado Cronista es la existencia en Alcira en 1791 de la "Capilla del Santísimo Ecce Homo" según el informe sobre la diócesis Valentina del Arzobispo de Valencia, Francisco Fabián y Fuero. 
También refuerza la afirmación el deber que tenía la Cofradía de la Preciosísima Sangre de Nuestro Señor Jesucristo de "amparar a los ahogados y asesinados, extendiendo un paño encarnado sobre sus cuerpos y darles sepultura", siendo ese paño encarnado un recuerdo de la capa que el Ecce Homo llevaba sobre sus hombros, color que todavía hoy visten los cofrades del Ecce Homo. 
Así pues, la Cofradía de la Preciosísima Sangre de Nuestro Señor Jesucristo fue la Cofradía primigenia, matriz de la que derivaron diversas cofradías, algunas de las cuales perduran en la actualidad, como la Cofradía de la Virgen de la Soledad, que según momentos históricos ha mantenido en su nombre el de aquella, o la Cofradía del Santísimo Ecce Homo que posee la imagen titular de aquella, así como el color rojo de la Sangre. Precisamente la Cofradía del Santísimo Ecce Homo procedió en enero de 2014 a la colocación y bendición de un panel cerámico con la imagen del Ecce Homo en el histórico enclave de la Capilla de la Sangre para conmemorar que fue la imagen titular de dicha Capilla.
Durante cuatro siglos la Semana Santa de Alcira ha evolucionado aumentando el número de cofradías siendo algunas sustitutas de otras anteriores. La imaginería actual es de época posterior a la guerra civil española, ya que la mayoría de las imágenes perecieron durante la contienda. Entre la imaginería de los actuales pasos encontramos obras de Antonio Ballester, Carmelo Vicent, Antonio Rodilla Rabasa y Royo, Rausell y Llorens, y Gaspar y Pérez, entre otros.

## El pregón
El pregón de la Semana Santa de Alcira, es el acto que inicia las celebraciones. Consiste en una multitudinaria conferencia de carácter cultural y religioso que cuenta con una personalidad del mundo académico, periodístico, cultural, religioso, literario, etc. Esta tradición, que se perdió con el tiempo, fue recuperada en los años 1980. Algunos de los pregoneros más célebres que han presidido este acto han sido el cardenal Vicente Enrique y Tarancón, el político Gregorio Peces Barba, los periodistas Joaquín Calvo Sotelo, Matías Prats Cañete, Tico Medina, Fernando Ónega y Pilar Urbano, los presentadores de televisión José Antonio Maldonado y Ernesto Sáenz de Buruaga, el escritor y académico Bernat Montagud o la pintora Elena Negueroles.

## Las procesiones

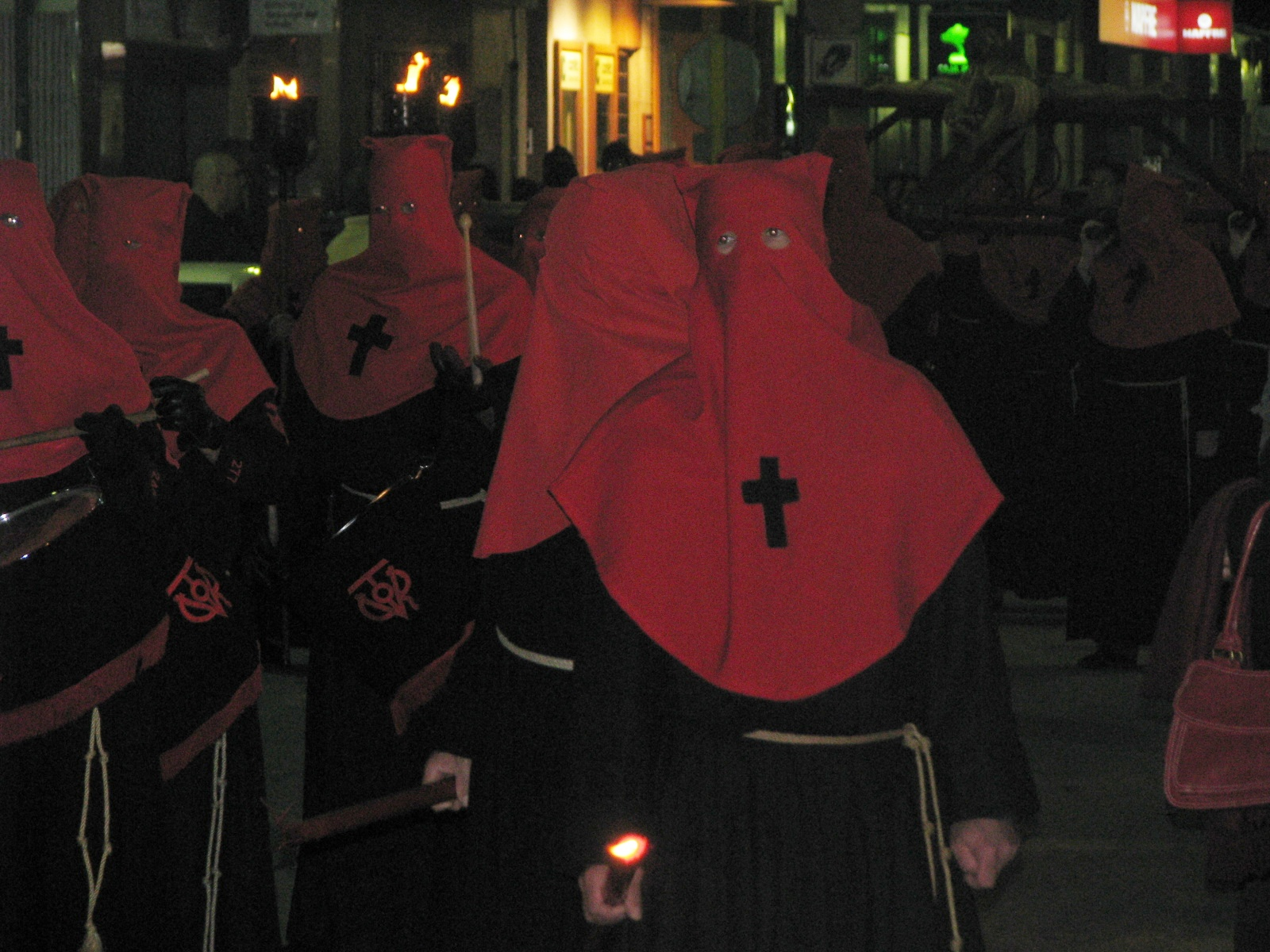
Vía crucis de la hermandad del Santo Sepulcro, el Jueves Santo

Las procesiones y traslados de la Semana Santa alcireña son las siguientes:
- el encuentro de los pasos del descendimiento y la dolorosa el Viernes de Dolores, previo al domingo de ramos, en la llamada nit de les miradetes (noche de los guiños o de las miradas), en los que según la tradición los enamorados se declaran su amor guiñándose un ojo.
- la procesión del domingo de ramos, en la que un grupo de cofrades representa la entrada de Cristo montado en burro en Jerusalén con el atuendo característico, que finaliza en la iglesia arciprestal de Santa Catalina.
- Los Vía crucis del Jueves Santo, celebrados por varias cofradías y hermandades.
- la procesión del silencio, que se celebra la madrugada del Viernes Santo.
- la procesión general del santo entierro, que se celebra la tarde del Viernes Santo, en la que participan los veinticinco pasos con que cuentan las cofradías y hermandades de la Semana Santa de Alcira. Atraviesa la ciudad de norte a sur, partiendo de la margen del río Júcar en el barrio de la Villa. Es la que más público congrega, estimándose en más de cuarenta mil espectadores. Puede seguirse también por televisión, ya que suele retransmitirse en directo por Radiotelevisión Valenciana.

Desde el domingo de ramos hasta el miércoles santo las distintas cofradías realizan actos procesionales cada noche denominados traslados durante los cuales trasladan los pasos en procesión hasta el local que los clavarios, que apadrinan el paso durante ese año, han dispuesto para su contemplación por el público hasta el Viernes Santo, día en que vuelven a salir para la procesión general del santo entierro.

## Los doseles

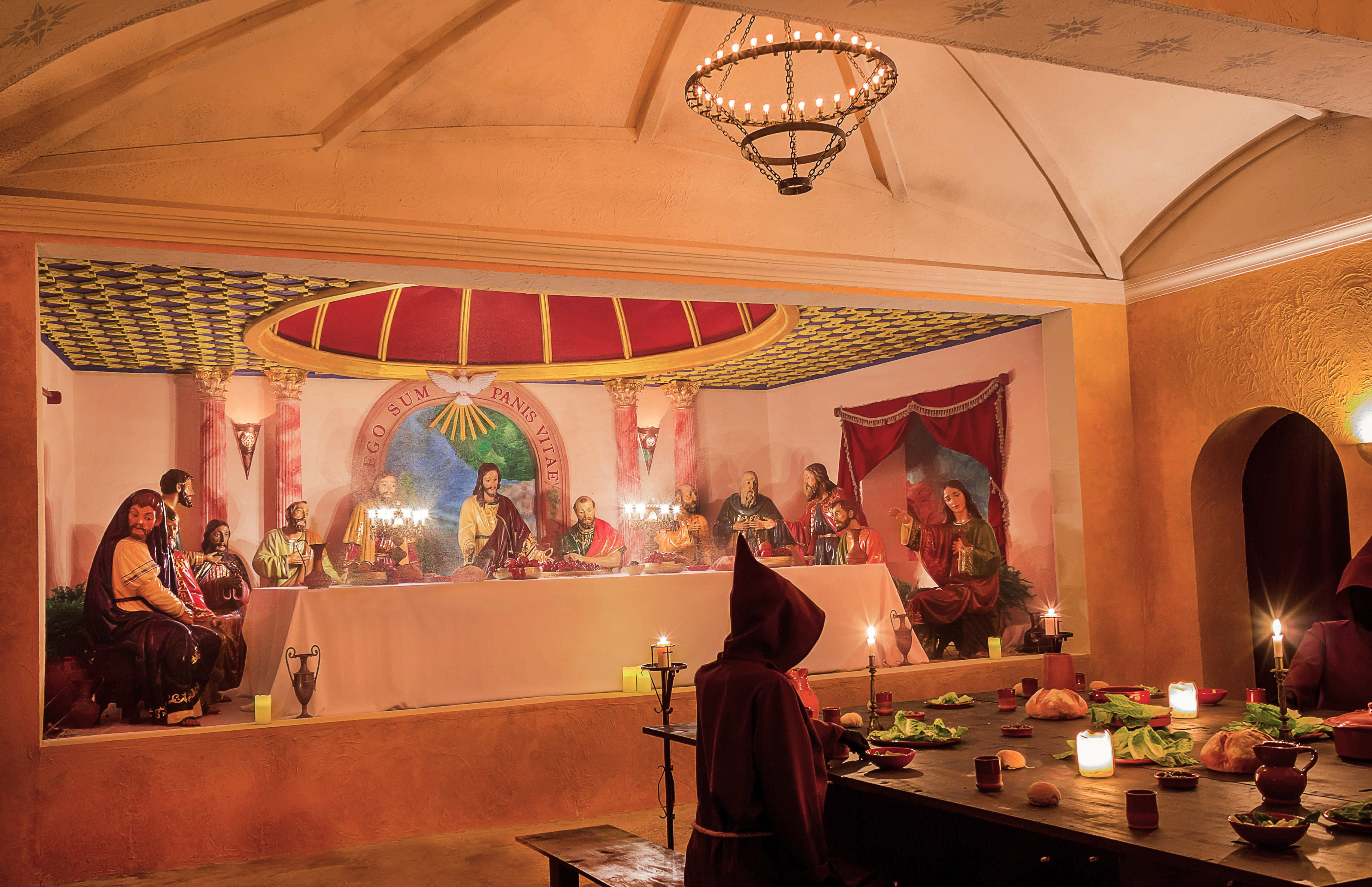
Dosel Santa Cena, ganador del Primer Premio 2024

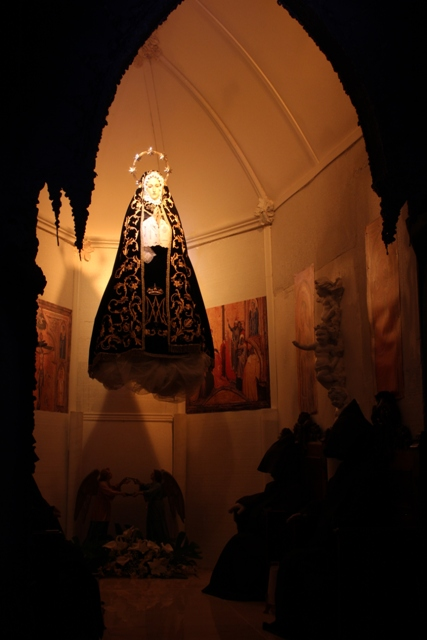
Dosel ganador del Segundo Premio año 2014

La representación de las escenas de la pasión en locales abiertos al público durante toda la Semana Santa, llamados doseles, constituye un elemento característico de la Semana Santa de Alcira.
Inicialmente los doseles fueron ornamentos a base de telas y flores con los que se engalanaban las plantas bajas de las típicas casas de la población.
Con el paso del tiempo y partiendo de esa costumbre de ornamentar las imágenes en custodia por parte de los Clavarios, la recreación de las escenas bíblicas, dotadas del mayor realismo, y las ambientaciones de gran impacto, incluso con juegos de luces y sonidos o música, se han convertido en un importante elemento de las fiestas, que congrega a multitud de turistas y visitantes y despierta gran expectación, dado que se premia a los más artísticos.
Entre las Hermandades y Cofradías que más premios han obtenido se encuentran la de la Virgen de los Dolores, la Santa Cena, la Virgen de la Soledad y de la Preciosísima Sangre de Nuestro Señor Jesucristo, Jesús Nazareno, Prendimiento del Señor, Santo Sepulcro o Descendimiento de la Cruz entre otros.

## Cofradías y hermandades

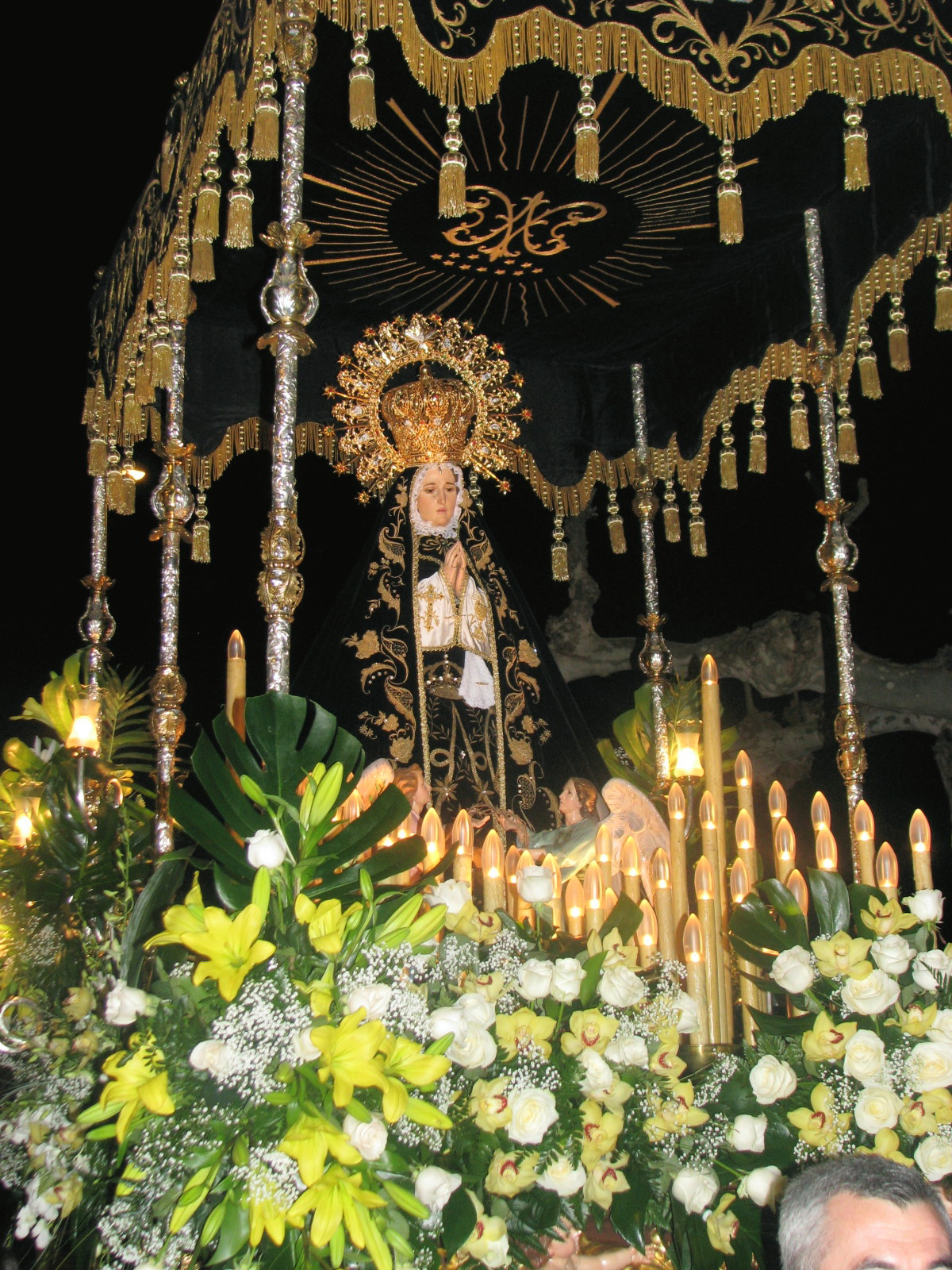
Nuestra Señora de la Soledad

- Hermandad de la Santa Cena. Fundada en 1966.
- Hermandad del Santo Cáliz. Fundada en 1984.
- Cofradía de la Oración en el Huerto. Fundada en el siglo XVIII.
- Cofradía del Prendimiento del Señor y Virgen de la Esperanza. Fundada en 1952.
- Cofradía Cristo en la Columna. Fundada en 1783.
- Cofradía de la Coronación de Espinas. Fundada en 1960.
- Cofradía del Santísimo Ecce-Homo. Tiene su origen en la Cofradía de la Preciosísima Sangre de Nuestrso Señor Jesucristo (fundada en el siglo XVI), siendo el Ecce-Homo la imagen titular de dicha Cofradía en la Capilla de la Sangre.
- Muy Ilustre Archicofradía de Jesús Nazareno y Nuestra Señora del Sufragio. Fundada en 1753.
- Real Hermandad de la Santa Faz del Señor. Fundada en 1949.
- Hermandad Deportiva del Santo Expolio y Virgen del Perdón. Fundada en 1950.
- Cofradía de la Crucifixión del Señor. Fundada en 1978, heredera de la Cofradía de la Santa Cruz, fundada en 1870.
- Hermandad de Caballeros de Cristo Crucificado en la Agonía. Fundada en 1955.
- Hermandad de María Madre. Fundada en 1998.
- Cofradía del Descendimiento de la Cruz. Fundada en 1801.
- Real Cofradía Virgen de los Dolores. Fundada en 1782.
- Hermandad de Santa María Magdalena camino del Sepulcro del Señor. Fundada en 1998.
- Hermandad de Caballeros del Santo Sepulcro. Fundada a finales del siglo XIX.
- Cofradía Virgen de la Soledad y de la Preciosísima Sangre de Nuestro Señor Jesucristo. El origen más antiguo datado documentalmente de la Cofradía de la Preciosísima Sangre de Nuestro Señor Jesucristo (de la que ésta deriva) es de 1539, siendo 1798 el año de la noticia más antigua que constata la existencia de la Virgen de la Soledad.

En total, las cofradías poseen veintitrés de los veinticinco pasos, ya que dos de ellos no pertenecen a ninguna de ellas: el Santísimo Cristo Crucificado, propiedad del municipio y La Santa Cruz, propiedad de la Junta de Hermandades y Cofradías.

## Gastronomía
La gastronomía típica de estas fechas presenta al comensal platos y guisos carentes de carnes y derivados de origen animal. Entre las recetas más tradicionales encontramos las albóndigas de bacalao, el arroz al horno de pasas y garbanzos o la paella de coliflor. El postre más tradicional es el arnadí, de origen árabe. Es un pastel de calabaza o boniato horneado con piñones y azúcar.